# Dactylotrochus cervicornis
Dactylotrochus cervicornis — вид рифоутворюючих коралів родини Agariciidae. Поширений в Індо-Тихоокеанському регіоні.

## Поширення
Корал поширений у Червоному морі, на Гуамі, Гаваях, Палау, Вануату, островах Уолліс і Футуна, а також на східному схилі атола Бікіні та бухті Сандал у Новій Каледонії. Трапляється на глибині від 73 до 852 метрів.

## Опис
Це міцний поодинокий корал із короткою квіткою діаметром 15 мм та кораловою основою. Максимальний розмір становить 28×19 мм у діаметрі та 37 мм у висоту. Ямка (центральна западина) подовжена, а чашечка глибока. У міру зростання корала певні частини коралітової стінки та перегородок розвиваються більше, ніж інші, і виростають дві або більше пелюсткоподібних часток, які викривляються. Перегородки дуже численні; вони вузькі, за винятком біля стінки кораліту, і немає центральної колумели.